# Liste interreligiöser Organisationen
Unter einer Interreligiösen Organisation versteht man eine Organisation, die sich dem Dialog und der Zusammenarbeit der verschiedenen Religionen widmet und in der Angehörige von mindestens zwei Religionen zusammenwirken. Als erste glaubensübergreifende Zusammenkunft von Bedeutung gilt heute eine vom Weltparlament der Religionen, in Zusammenarbeit mit der World's Columbian Exposition, im Jahr 1893 in Chicago durchgeführte Konferenz. Im darauffolgenden Jahrhundert wurden viele Organisationen gegründet.

## Internationale Organisationen
- Center for World Thanksgiving, „Zentrum für weltweites Thanksgiving“, gegründet 1964 in Dallas, Texas
- Elijah Interfaith Institute, „Elijah Interreligionsinstitut“, gegründet 1996, mit Büros in Israel, USA, Indien, Taiwan, Kanada. Verschreibt sich dem Frieden zwischen den Religionen und dem sozialen Wandel
- Emil-Frank-Institut, gegründet 1997 in Wittlich, widmet sich der Begegnung von Juden und Nichtjuden
- Gesellschaft für interkulturelle Seelsorge und Beratung, gegründet 1995, befasst sich im Dialog mit Menschen unterschiedlicher Religionen mit interkultureller Seelsorge
- International Association for Religious Freedom (IARF), „Die internationale Vereinigung für religiöse Freiheit“, gegründet 1900
- Internationaler Rat der Christen und Juden, gegründet 1975, Heppenheim, widmet sich der Erneuerung des jüdisch-christlichen Verhältnisses
- Monastic Interreligious Dialogue (MID), „Klösterlicher interreligiöser Dialog“, gegründet 1978, Organisation von Benediktiner- und Trappistenmönchen, widmet sich der Pflege interreligiösen und interklösterlichen Dialoges zwischen nordamerikanischen katholischen Mönchen und Vertretern verschiedener religiöser Traditionen anderer Länder, mit Kommissionen in Europa, Nordamerika, Indien und Australien.
- Päpstlicher Rat für den Interreligiösen Dialog, gegründet 1964
- Temple of Understanding (ToU), „Tempel der Verständigung“, gegründet 1960, New York
- United Religions Initiative (URI), „Initiative vereinigte Religionen“, gegründet 2000, Sitz San Francisco
- UNESCO-Zentrum für interreligiöse Studien der Universität Birmingham, Großbritannien (UNESCO Chair in Interfaith Studies, University of Birmingham, UK).
- Weltgebetstreffen in Assisi, im Jahr 1986 von Papst Johannes Paul II. einberufen, seither von der Gemeinschaft Sant’Egidio veranstaltet, bringt hochrangige Religionsführer und auch nicht-religiöse Intellektuelle zusammen.
- Weltparlament der Religionen, begründet 1893
- World Conference on Religion and Peace, „Weltkonferenz für Religion und Frieden“, gegründet 1970, New York, arrangiert Treffen, Konferenzen, Seminare und Workshops in verschiedenen Ländern, um den interreligiösen Dialog zu vereinfachen
- World Faith Development Dialogue, „Weltdialog zur Weiterentwicklung des Glaubens“, gegründet 1998, Canterbury, England, durch James Wolfensohn, ehemaliger Präsident der Weltbank, and Lord Carey of Clifton, damals Erzbischof von Canterbury, zur Entwicklung eines Dialoges über Armut und Entwicklung, sowohl zwischen den unterschiedlichen Glaubenstraditionen, als auch zwischen diesen und Entwicklungsorganisationen, wie beispielsweise der Weltbank.
- The World Council of Religious Leaders, „Weltrat der religiösen Führer“ gegründet 2002, New York, Bangkok, Neu-Delhi

## Nationale Institutionen (Deutschland, Österreich, Schweiz)
- Christlich-Islamische Gesellschaft gegründet 1982
- Deutscher Koordinierungsrat der Gesellschaften für Christlich-Jüdische Zusammenarbeit
- Grünhelme seit 2003
- Koordinierungsrat des christlich-islamischen Dialogs
- Theologisches Forum Christentum – Islam

## Nationale Institutionen (Ausland)
- All Pakistan Minorities Alliance (APMA), eine Non-Muslim-Menschenrechtsorganisation für die religiösen Minderheiten in Pakistan. Interreligiöses Lobbying gegen islamistische Gesetze und für religiöse Toleranz, Gefangenenhilfe, Armutsbekämpfung. Gegründet 1990 von Shahbaz Bhatti mit Organisationen der Christen, Hindus, Sikhs und Bahai.
- Association of Interfaith Ministers (AIM), „Vereinigung interreligiös tätiger Geistlicher“, gegründet 1986, bietet Informationen und Schulungen zum Thema an und unterstützt interreligiös tätige Geistliche in ihrer Arbeit. Diese besteht beispielsweise in der angemessenen Durchführung von Hochzeiten mit Ehepartnern unterschiedlichen Glaubens.
- Boston Dialogue Foundation, „Bostoner Stiftung für Dialog“, 2000 von einer Gruppe Freiwilliger, darunter Geschäftsleute, Akademiker, und Studenten gegründet. Ziel ist die Organisation verschiedener religiöser, kultureller und sozialer Aktivitäten
- The Interfaith Alliance, „Die Interreligiöse Allianz“ Washington, D.C., gegründet 1994
- The Inter Faith Network for the UK, „Das Interreligiöse Netzwerk für das Vereinigte Königreich“, gegründet 1987
- Mexican Interfaith Council (CIM), „Mexikanischer Interreligiöser Rat“, gegründet 1992
- The National Religious Partnership for the Environment (NRPE), „Die nationale religiöse Partnerschaft für Umwelt“, gegründet 1993
- Network of Spiritual Progressives, „Netzwerk der spirituellen Fortschritte“, gegründet 2006
- Zambia Interfaith Networking Group on HIV/AIDS (ZINGO), „Sambisches interreligiöses Netzwerk von Arbeitsgruppen gegen HIV/AIDS“, gegründet 1992, Lusaka
- Divine Discussions Interfaith Community, „Interreligiöses Forum für Diskussionen über Gott“, Brantford Kanada, Diskussionsforum im Internet
- Dovetail Institute for Interfaith Family Resources (DI-IFR), „Verbindungsinstitut für Familien mit interreligiösem Hintergrund“, Boston, Hilfeleistungen für interreligiöse Heirat, interreligiöses Familienleben und interreligiöse Kindererziehung
- Greater Boston Interfaith Organization (GBIO), „Interreligiöse Organisation für Boston und Umgebung“, gegründet 1996, widmet sich dem Zusammenwachsen, der Erziehung und der Organisation der Kommunen Bostons und des Umlandes von Boston, durch alle Religionen, Rassen, Ethnien und Klassen hindurch.
- Institute for Interreligious, Intercultural Dialogue (IIID), „Institut für interreligiösen, interkulturellen Dialog“, gegründet 1978 innerhalb der Temple-Universität in Philadelphia
- The Institute of Interfaith Dialog, „Institut interreligiösen Dialoges“, gegründet 2002 in Texas
- Interfaith Action, Inc, „Interreligiöses Handeln“, gegründet 1999 in Sharon (Vorort von Boston) von einem katholischen Mönch. Organisiert in der Region von Boston interreligiöse Begegnungen z. B. von Studenten.
- Interfaith Center of Greater Philadelphia, „Interreligiöses Zentrum von Philadelphia und Umland“, gegründet 2004
- Interfaith Center of New York, „Interreligiöses Zentrum von New York“, gegründet 1997
- Interfaith Coalition for the Environment, „Interreligiöse Koalition für die Umwelt“, gegründet 1997 im Orange County. Ziel ist die Förderung glaubensbasierender Arbeit in Kommunen im Bereich des Umweltschutzes
- Interfaith Coalition on Energy, „Interreligiöse Koalition für Energiefragen“, gegründet 1980 in Philadelphia, widmet sich religionsbasiert der Senkung des Energiebedarfs von Kommunen zum Ziel des Umweltschutzes
- Interfaith Cultural Organization, „Interreligiöse kulturelle Organisation“, gegründet 2004, Athens, USA
- The Interfaith Encounter Association, „Vereinigung für interreligiöse Begegnung“, gegründet 1950 mit Sitz in Jerusalem. Ziel ist die Förderung des Friedensprozesses im Nahen Osten durch interreligiösen Dialog und kulturellen Austausch
- Interfaith Voices, „Interreligiöse Stimmen“, eine öffentliche Radiostation, die für religiöse Harmonie und interreligiöses Verständnis eintritt
- Interfaith Worker Justice, „Interreligiöse Vereinigung für Arbeiter Gerechtigkeit“, gegründet 1991, Chicago
- Interfaith Youth Core, „Interreligiöser Jugendkreis“, gegründet 1998, Chicago
- International Interfaith Centre (IIC), „Internationales Interreligionszentrum“, gegründet 1993
- Interreligious and International Federation for World Peace, „Interreligiöser und internationaler Verband für Weltfrieden“, New York, gegründet 2003
- Interreligious Federation for World Peace, „Interreligiöser Verband für Weltfrieden“, New York, gegründet 1982
- The Lakeshore Interfaith Institute, „Das Lakeshore Interreligionsinstitut“, Michigan, interreligiöse Studien und Dialog
- North American Interfaith Network (NAIN), „Nordamerikanisches Interreligionsnetzwerk“, gegründet 2000
- North London Interfaith, gegründet 2006
- The Religious Institute on Sexual Morality, Justice, and Healing, „Das religiöse Institut für Sexualethik, Gerechtigkeit und Heilung“, gegründet 2000, Westport (Connecticut)
- Rumi Forum, gegründet 1999, Washington, D.C.
- San Diego Dialog Society, „San Diego Gesellschaft für Dialog“, gegründet 2004, San Diego